# Zipper Catches Skin
Albums de Alice Cooper
Special Forces
(1981) DaDa
(1983)
Zipper Catches Skin est le 14e album studio d'Alice Cooper et le 7e en solo, sorti en 1982.
L'album marque le retour de Dick Wagner dans le groupe. Zipper Catches Skin reste dans la même direction que l'album précédent, Special Forces, avec moins d'accent sur les riffs durs et une plus forte focalisation sur les paroles comiques.
Zipper Catches Skin est l'un des deux seuls albums avec DaDa dont Alice Cooper aurait déclaré n'avoir aucun souvenir des sessions d'enregistrement, en raison de ses excès d'alcool à l'époque. Si deux singles, I Am the Future et I Like Girls, sont tirés de Zipper Catches Skin, aucune tournée n'a été entreprise pour promouvoir ces deux albums et aucune des chansons n'a été interprétée en concert.

## Parution et réception
Sans écho de la part des médias, sans soutien de Warner Bros ni du public qui ne le suit plus, Zipper Catches Skin est un échec cuisant pour le chanteur, ne franchissant même pas le Top 200 aux États-Unis, soit sa pire performance dans les charts depuis Easy Action.

## Liste des titres

### Face-A
| No | Titre                            | Auteur                                                 | Durée |
| -- | -------------------------------- | ------------------------------------------------------ | ----- |
| 1. | Zorro's Ascent                   | Alice Cooper, Erik Scott, Billy Steele, John Nitzinger | 3:56  |
| 2. | Make That Money (Scrooge's Song) | Cooper, Dick Wagner                                    | 3:30  |
| 3. | I Am the Future (de Class 1984)  | Gary Osborne, Lalo Schifrin                            | 3:29  |
| 4. | No Baloney Homosapiens           | Cooper, Wagner                                         | 5:06  |
| 5. | Adaptable (Anything for You)     | Cooper, Scott, Steele                                  |       |

### Face-B
| No  | Titre                                                             | Auteur                   | Durée |
| --- | ----------------------------------------------------------------- | ------------------------ | ----- |
| 6.  | I Like Girls                                                      | Cooper, Scott, Nitzinger | 2:25  |
| 7.  | Remarkably Insincere                                              | Cooper, Scott, Nitzinger | 2:07  |
| 8.  | Tag, You're It                                                    | Cooper, Scott, Nitzinger | 2:54  |
| 9.  | I Better Be Good                                                  | Cooper, Scott, Wagner    | 2:48  |
| 10. | I'm Alive (That Was the Day My Dead Pet Returned to Save My Life) | Cooper, Scott, Wagner    | 3:13  |

## Personnel
- Alice Cooper : chant
- Duane Hitchings : guitare
- Dick Wagner : guitare
- Billy Steele : guitare
- John Nitzinger : guitare
- Mike Pinera : guitare
- Erik Scott : basse
- Craig Krampf : batterie, percussion
- Jan Uvena : batterie, percussion
- Franne Golde : chœurs
- Patty Donahue : chœurs, soliloques sur I Like Girls
- Jeanne Harris : chœurs